# Hundertjähriger Kalender

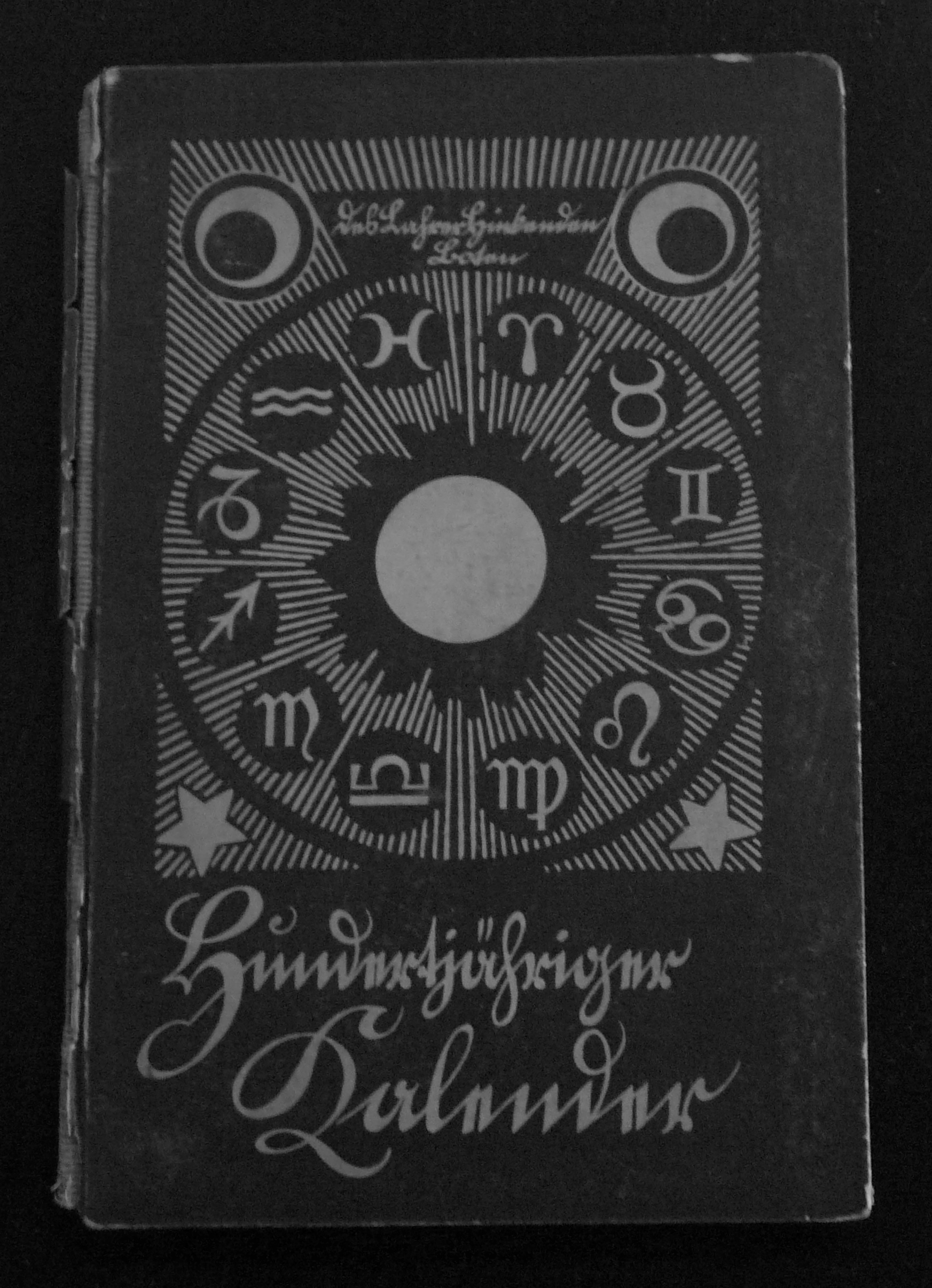
Hundertjähriger Kalender, 1924

Der Hundertjährige Kalender ist eine Zusammenstellung von Wettervorhersagen. Er wurde im 17. Jahrhundert von Mauritius Knauer (* 1613 oder 1614; † 1664), Abt des Klosters Langheim, als Calendarium oeconomicum practicum perpetuum verfasst. Das Buch sollte ihm und seinen Mönchen ermöglichen, das Wetter in Franken vorherzusagen und so die klösterliche Landwirtschaft zu optimieren.
Knauer stützte sich auf klassische astrologische Vorstellungen. Er ging von der allerdings auch unter damaligen Astrologen umstrittenen Idee aus, die Himmelskörper („Planeten“) Mond, Saturn, Jupiter, Mars, Sonne, Venus und Merkur würden, in festem Turnus aufeinander folgend, jeweils ein Jahr lang von Frühlingsbeginn bis Winterende entscheidend das Wetter beeinflussen. 
Nach dieser Theorie genügte es, über einen beliebigen siebenjährigen Zeitraum präzise Wetterbeobachtungen zu machen, um darauf aufbauend auch für die Zukunft das Wetter vorhersagen zu können. Knauer schränkte allerdings ein, dass zusätzliche astrologisch bedeutsame Faktoren wie Kometen, Sonnen- und Mondfinsternisse das Wetter abweichend beeinflussen könnten. Die Grundlage für sein Calendarium legte der Abt mit detaillierten Beobachtungen des Wetters wohl in den Jahren 1652 bis 1658.
Erstmals veröffentlicht wurde das Calendarium 1700 von dem in Tennstedt, später in Erfurt tätigen Arzt Christoph von Hellwig, der lediglich die lateinischen Passagen wegließ und behauptete, der Kalender sei einhundert Jahre alt. Die häufig zu lesende Ansicht, dieser Druck hätte den ursprünglichen Text verfälscht, trifft nicht zu. Unter dem Namen des wahren Verfassers kam das Calendarium erstmals 1704 in Kulmbach heraus. Seit 1720 erscheint das Werk immer häufiger unter dem Titel „Hundertjähriger Kalender“, so benannt nach der Übersichtstabelle über die Verteilung der Jahre unter die einzelnen Planeten. Auch heute noch erscheint der Hundertjährige Kalender in mehreren Verlagen. Aus meteorologischer Sicht sind die Vorhersagen nicht haltbar. Übereinstimmungen werden als Zufälle gewertet.
Der Hundertjährige Kalender steht in einer Tradition von Bauernkalendern (Volkskalendern) und agrarischen Lunarkalendern, die sich auf das ausgehende Mittelalter zurückführen lassen.